# 381-es főút (Magyarország)
A 381-es főút egy bő 47,2 kilométer hosszú, három számjegyű, másodrendű főút Borsod-Abaúj-Zemplén vármegye és Szabolcs-Szatmár-Bereg vármegye határvidékén; Sátoraljaújhelyet köti össze Kisvárdával, illetve a 37-es főutat a 4-es főúttal, továbbá északnyugat-délkeleti irányban átszeli a Bodrogközt és annak legnépesebb települése, Cigánd számára is összeköttetést biztosít az említett városokkal és főutakkal.

## Nyomvonala
Sátoraljaújhely belterületén, a Budapest–Sátoraljaújhely-vasútvonal Sátoraljaújhely vasútállomása közelében, nem messze az állomás térségének keleti végétől ágazik ki a 37-es főútból, annak majdnem pontosan a 76. kilométerénél, délkelet felé. Alig 400 méter után kilép a város lakott területéről, majd még az első kilométerének elérése előtt délnek fordul, és beletorkollik nyugat felől a 38 108-as számú mellékút, mint a belterület legdélibb részének feltáró útja. A városhoz tartozó külterületek közt még több irányváltása van, de a Bodrog folyását ismét délkeleti irányban haladva hidalja át, 5,2 kilométer után; rögtön ezt követően el is hagyja a Sátoraljaújhely területét.
A folyó túlsó partján Alsóberecki területén folytatódik, méghozzá szinte azonnal a község belterületének nyugati szélét kísérve. Még a falu északnyugati peremén kiágazik belőle kelet felé a 38 107-es számú mellékút, Felsőberecki központja irányában, ami után, a lakott területi szakaszán a Rákóczi Ferenc út nevet veszi fel. Kevéssel a 7. kilométere után még elhalad a település Tichy Lajosról elnevezett sporttelepe mellett, majd teljesen külterületre ér, és a korábbinál délebbi irányt vesz.
Nagyjából 8,5 kilométer után éri el Alsóberecki és Bodroghalom határát, ott a határvonalat követve keletnek fordul, és ugyanott beletorkollik nyugat felől, közel 9 kilométer megtétele után a 3805-ös út, Sárospatak és Vajdácska irányából. Bodroghalom lakott területére (majd onnan tovább Tiszakarádra) a 3806-os út vezet, amely a 9,150-es kilométerszelvénye táján, déli irányban ágazik ki az útból, ahol az még mindig Alsóberecki és Bodroghalom határvonalát képezi.
Nagyjából a 9,700-as kilométerszelvényénél elhalad az iménti két község és Karos hármashatára mellett, a folytatásban már karosi területen húzódik. A 10. kilométerét elhagyva elhalad az itt feltárt, országos szinten is kiemelkedően gazdag leletanyaggal rendelkező Honfoglaláskori Régészeti Park mellett – kicsivel attól délre –, majd körülbelül 10,7 kilométer után kiágazik belőle egy önkormányzati út a község lakott területének északi részébe. A főút a déli falurészen halad keresztül, nagyjából a 11. és 12. kilométerei között, és nem sokkal azután, hogy elhagyja a falu legkeletibb házait, át is lépi annak keleti határszélét.
A főút által érintett következő település Karcsa, melynek előbb különálló, Becsked (buszmegállójának elnevezése szerint Becskedtanya) nevű községrészének nyugati széle mellett halad el, nagyjából 14,7 kilométer teljesítése után, majd a község központján is végigkanyarog, egy darabig Petőfi Sándor utca, majd Fő utca néven. Északkelet felé húzódva hagyja el a falu lakott területét, majdnem pontosan a 18. kilométerénél, de kevéssel ezt követően újra keletnek fordul, a következő település, Pácin határvonalát már így szeli át.
Pácinra érkezve az út szinte azonnal belterületek közé ér, a települési neve előbb Köböltó utca, majd Kossuth kert. Nagyjából 20,5 kilométer után kiágazik belőle észak felé a 38 304-es számú mellékút, amely az alig 400 méterre fekvő szlovákiai határátkelőig vezet, majd onnan tovább már 3689-es szlovákiai útszámozással folytatódik Nagykövesd és Szomotor felé. Az elágazás után az út már a Fő utca nevet viseli, így halad egészen a belterület keleti széléig, amit mintegy 22,7 kilométer után ér el. 24,1 kilométer után a főút eléri Pácin és Nagyrozvágy határszélét, ám ott közel derékszögű iránytöréssel délnek fordul, ami által egy darabig még továbbra is pácini területen marad; ugyanott illetve kiágazik belőle keletnek a 3807-es út, amely a Bodrogköz határ menti községeit sorban feltárva egészen Zemplénagárdig vezet.
Mintegy 27,4 kilométer után éri el a főút Cigánd északi határszélét, lakott területei közé pedig a 32. kilométere után lép be. Fő utca néven húzódik déli irányban bő fél kilométeren át, ami után egy körforgalomba ér; nyugat felől ebbe a körforgalomba torkollik a 3814-es út bő 31 kilométer megtételét követően, a főút pedig keleti irányban lép ki belőle, Vasút utca néven. [A Fő utca nevet a dél felé kilépő, számozatlan útszakasz viszi tovább, ez tárja fel Cigánd belvárosát és vezet el egészen a 3827-es út tiszai kompjának cigándi lehajtójáig.] 33,5 kilométer után az út már ismét külterületek közt halad; 35,8 kilométer után még egy elágazása következik – ezúttal észak-északkeleti irányban válik ki belőle a Zemplénagárdra vezető 3804-es út –, a főút pedig hamarosan délkeletnek fordul, és a 38. kilométere táján, a II. Rákóczi Ferenc Tisza-hídon végighaladva átlép a Szabolcs-Szatmár-Bereg vármegyei Tiszakanyár területére.
Tiszakanyár belterületét az út nagyrészt elkerüli észak, illetve kelet felől, olyannyira, hogy amire a település központján átvezető 3834-es út belecsatlakozik, közel 46 kilométer után, addigra már mindkettő bőven Kékcse területén halad. [E község határát az út majdnem pontosan a 40. kilométerénél szeli át.] Kékcse lakott területén előbb a Kanyári út, majd a Fő utca nevet viseli, közben a központban beletorkollik észak felől a 3830-as út, bő 7 kilométer megtételét követően. 43,5 kilométer után már újra külterületen húzódik, további egy kilométerrel arrébb pedig eléri és átlépi Kisvárda határát is. Délkelet felé húzódva ér véget, beletorkollva a 4-es főút körfogalmába, annak a 319,500-as kilométerszelvénye közelében. Ugyanabból a körforgalomból indul az ellenkező irányban, délkeletnek a 4149-es út is, a kisvárdai vár és a város központja felé.
Teljes hossza, az országos közutak térképes nyilvántartását szolgáló kira.gov.hu adatbázisa szerint 47,235 kilométer.

## Települések az út mentén
- Sátoraljaújhely
- Alsóberecki
- (Bodroghalom)
- Karos
- Karcsa
- Pácin
- (Nagyrozvágy)
- Cigánd
- Tiszakanyár
- Kékcse
- Kisvárda

## Története
1934-ben már Sátoraljaújhely és Pácin közötti szakaszán mellékútként kiépült, autóbusz-forgalmat is bonyolító út volt; Tiszakanyár és Kisvárda közti szakaszát pedig a kereskedelem- és közlekedésügyi miniszter 70 846/1934. számú rendelete ugyanakkor harmadrendű főúttá nyilvánította, a Nyíregyháza–Nagyhalász–Dombrád–Kisvárda közti 353-as főút részeként.
Ismeretlen időpontban, feltehetőleg a Tisza-hídjának átadásával, 1994 őszén, vagy azt követően nyilvánították főúttá[forrás?]. A Cartographia 1990-es kiadású magyarországi autóatlaszán még csak "fontos összekötő út" jelöléssel szerepelt, a nagyrozvágyi elágazás és Cigánd közötti szakasz pedig csak "egyéb út" jelöléssel. Csak jóval később, 2014 folyamán helyezték el az út mentén a főútvonalat, illetve az útszámot jelző táblákat. 2014-ben már egy kormányhatározat tanúsága szerint is főút volt; ugyanebből a kormányhatározatból az is kiderül, hogy legalább egy szakasza korábban a 3835-ös út része volt.

## Hídjai
Bő 47 kilométeres útvonala alatt az út több kisebb-nagyobb vízfolyást is keresztez (Bodrog, Vécsei-csatorna, Karcsa-csatorna, Tiszakarádi-főcsatorna, Tisza), ennek megfelelően több hídja is van.
- A Bodrogon az alsóberecki Bodrog-híd ível át, amely mai formájában 1965-67 közt épült. Az első itteni hidat a trianoni határmódosítások miatt elvesztett közlekedési kapcsolatok pótlására építettek Folly Róbert tervei alapján, 1923-24-ben. Az a híd ötnyílású, felsőpályás, folytatólagos vasbeton gerendahíd volt, melynek hídfői és közbenső pillérei fa cölöpalapozással készültek; helyileg a mai hídnál mintegy 30 méterrel délebbre helyezkedett el. Miután 1944-ben felrobbantották, a helyén 1947-48-ban, megmaradt elemei felhasználásával egy 2,6 méter széles, fa pályaszerkezetű ideiglenes híd épült, amely keskeny volta miatt, működésének 20 éve alatt mindvégig csak váltakozó irányú forgalmat tudott lebonyolítani. A mai híd háromnyílású (20+70+20 méteres), folytatólagos felsőpályás, feszített vasbeton lemezes, a középső nyílásban kétfőtartós vasbeton ívvel merevített szerkezet.[3]
- A Tiszát a Cigánd és Tiszakanyár közti II. Rákóczi Ferenc Tisza-híddal szeli át az út, ez tekinthető a legfontosabb, és egyben a legnagyobb hídjának. Az átkelő 1994-ben épült a polgári régi (eredetileg 1938-41-ben Mihailich Győző és Folly Róbert tervei szerint megépített) Tisza-híd elemeinek felhasználásával, átadására pedig 1994. november 19-én került sor. A híd a Tisza 597+600 folyamkilométer-szelvényében épült, hullámtéri felszerkezete szekrény keresztmetszetű, feszített, monolit vasbeton; teljes szerkezeti hossza 532 méter.[3]